# 塔哈·阿克居尔
塔哈·阿克居尔（土耳其語：Taha Akgül，1990年11月22日—），土耳其男子摔跤运动员。他曾代表土耳其参加2012年、2016年和2020年夏季奥林匹克运动会摔跤比赛，获得一枚金牌和一枚铜牌。